# إيفال كلوجه
إيفال كلوجه (بالألمانية: Ewald Kluge)‏ هو سائق سيارة سباق ألماني، ولد في 19 يناير 1909 في Lausa ‏ في ألمانيا، وتوفي في 19 أغسطس 1964 في إنغولشتات في ألمانيا بسبب سرطان.

## روابط خارجية
- إيفال كلوجه على موقع MotoGP.com (الإنجليزية)